# Paróquia de Santiago Tequixquiac

Parroquia de Santiago Tequixquiac.

A parroquia de Santiago é uma igreja católica e casa paroquial do povo de Santiago Tequixquiac, no município de Tequixquiac. Agora pertence à Diocese de Cuautitlan, no México e é um pequeno santuário onde eles veneram a imagem do Senhor da Capela. Esta igreja está localizada no centro da cidade, junto à Praça Cuauhtémoc e a biblioteca municipal ao lado da Avenida Juárez. Este edifício colonial é um monumento de grande importância arquitetônica perdura até hoje no município de Tequixquiac.